# Weston-on-the-Green
Weston-on-the-Green – wieś w Anglii, w hrabstwie Oxfordshire, w dystrykcie Cherwell. Leży 13 km na północ od Oksfordu i 86 km na północny zachód od Londynu. W 2001 miejscowość liczyła 520 mieszkańców.